# Zaranjs flygplats
Zaranjs flygplats är en flygplats i Afghanistan. Den ligger i provinsen Nimruz, i den sydvästra delen av landet, 800 kilometer sydväst om huvudstaden Kabul. Flygplatsen ligger 485 meter över havet. Närmaste större samhälle är provinshuvudstaden Zaranj.